# Amazasp Babadżanian
Amazasp Babadżanian, orm. Համազասպ Խաչատուրի Բաբաջանյան, ros. Амазасп Хачатурович Бабаджанян (ur. 5 lutego?/18 lutego 1906 we wsi Czardachły, rejon Şəmkir, zm. 1 listopada 1977 w Moskwie) – radziecki dowódca wojskowy narodowości ormiańskiej. Główny marszałek wojsk pancernych ZSRR. Weteran II wojny światowej, w tym wojny zimowej.

## Biografia
Od 1925 pełnił służbę w Armii Czerwonej. W 1929 ukończył Zakaukaską Szkołę Piechoty w ówczesnym Tyflisie (obecnie Tbilisi). Uczestniczył w II wojnie światowej, w tym w wojnie zimowej (1939–1940). Od sierpnia 1944 do maja 1945 dowodził 11 Gwardyjskim Korpusem Pancernym. 18 marca 1945 została mu podporządkowana 1 Warszawska Brygada Pancerna im. Bohaterów Westerplatte. 26 kwietnia 1944 otrzymał tytuł Bohatera Związku Radzieckiego, a 11 lipca 1945 został mianowany generałem majorem wojsk pancernych. Brał udział m.in. w walkach o Poznań i Gdynię. W czasie walk w rejonie Gdyni w stopniu pułkownika dowodził 11 Gwardyjskim Korpusem Pancernym. Dwukrotnie ciężko ranny – w 1943 w bitwie pod Kurskiem i w kwietniu 1945 w Berlinie. Od 1969 aż do swojej śmierci był dowódcą radzieckich wojsk pancernych. 29 kwietnia 1975 został mianowany na stopień głównego marszałka wojsk pancernych ZSRR.
W okresie Polski Ludowej Rada Narodowa Gdyni nadała mu tytuł honorowego obywatela miasta. 22 września 2004 Rada Miasta Gdyni pozbawiła go Honorowego Obywatelstwa Gdyni.

## Awanse
- generał major wojsk pancernych – Uchwała Rady Komisarzy Ludowych nr 1683 z 11 lipca 1945;
- generał porucznik wojsk pancernych – Uchwała Rady Ministrów ZSRR nr 2050 z 3 sierpnia 1953;
- generał pułkownik wojsk pancernych – Uchwała Rady Ministrów ZSRR nr 1634 z 28 grudnia 1956;
- marszałek wojsk pancernych – Uchwała Rady Ministrów ZSRR nr 2060-VII z 28 października 1967;
- główny marszałek wojsk pancernych – Uchwała Rady Ministrów ZSRR nr 1467-IX z 29 kwietnia 1975.

## Ordery i odznaczenia
- Złota Gwiazda Bohatera ZSRR (1944)
- Order Lenina (czterokrotnie)
- Order Rewolucji Październikowej
- Order Czerwonego Sztandaru (czterokrotnie)
- Order Suworowa I klasy
- Order Kutuzowa I klasy
- Order Suworowa II klasy
- Order Wojny Ojczyźnianej I klasy
- Order Czerwonej Gwiazdy (dwukrotnie)
- Order „Za służbę Ojczyźnie w Siłach Zbrojnych ZSRR” III klasy
- Medal 100-lecia urodzin Lenina
- Medal „Za obronę Moskwy”
- Medal „Za zwycięstwo nad Niemcami w Wielkiej Wojnie Ojczyźnianej 1941–1945”
- Medal jubileuszowy „Dwudziestolecia zwycięstwa w Wielkiej Wojnie Ojczyźnianej 1941–1945”
- Medal jubileuszowy „Trzydziestolecia zwycięstwa w Wielkiej Wojnie Ojczyźnianej 1941–1945”
- Medal „Za zdobycie Berlina”
- Medal „Za wyzwolenie Warszawy”
- Medal jubileuszowy „30 lat Armii Radzieckiej i Floty”
- Medal jubileuszowy „40 lat Sił Zbrojnych ZSRR”
- Medal jubileuszowy „50 lat Sił Zbrojnych ZSRR”
- Order Czerwonego Sztandaru (Mongolia)
- Medal 50-lecia Mongolskiej Rewolucji Ludowej (Mongolia)
- Medal 30-lecia Zwycięstwa nad Militaryzmem Japonii (Mongolia)
- Medal 30-lecia Zwycięstwa nad Chałchin-Goł (Mongolia)
- Medal 40-lecia Zwycięstwa nad Chałchin-Goł (Mongolia)
- Medal 50-lecia Mongolskiej Armii Ludowej
- Krzyż Srebrny Orderu Virtuti Militari (Polska)
- Krzyż Kawalerski Orderu Odrodzenia Polski (Polska)
- Medal Za umacnianie braterstwa broni (Czechosłowacja)
- Odznaka Braterstwa Broni (Polska)